# Ipomoea riparum
Ipomoea riparum är en vindeväxtart som beskrevs av Standley och L. O. Williams. Ipomoea riparum ingår i släktet praktvindor, och familjen vindeväxter. Inga underarter finns listade i Catalogue of Life.